# Leptolebias
Leptolebias is een geslacht van straalvinnige vissen uit de familie van de killivisjes (Rivulidae).

## Soorten
- Leptolebias aureoguttatus (da Cruz, 1974)
- Leptolebias citrinipinnis (Costa, Lacerda & Tanizaki, 1988)
- Leptolebias itanhaensis Costa, 2008
- Leptolebias leitaoi (da Cruz & Peixoto, 1992)
- Leptolebias marmoratus (Ladiges, 1934)
- Leptolebias opalescens (Myers, 1942)
- Leptolebias splendens (Myers, 1942)